# Lalinac (Svrljig)
Pour les articles homonymes, voir Lalinac.
Lalinac (en serbe cyrillique : Лалинац) est un village de Serbie situé dans la municipalité de Svrljig, district de Nišava. Au recensement de 2011, il comptait 301 habitants.

## Démographie
| 1948  | 1953  | 1961  | 1971 | 1981 | 1991 | 2002 | 2011 |
| ----- | ----- | ----- | ---- | ---- | ---- | ---- | ---- |
| 1 332 | 1 354 | 1 226 | 944  | 757  | 586  | 445  | 301  |

|  |